# ヘイスティングス線
ヘイスティングス線（-せん、英:The Hastings line）は、イングランドのケントとイーストサセックスにある鉄道路線で、ヘイスティングスとウェールズのタンブリッジを結び、トンブリッジとセブンオークスを経由してロンドンを結んでいる。 
旅客営業が中心であるが、石膏鉱山からの貨物輸送も行っている。 

## 沿革
1850年代初頭にサウスイースタン鉄道によってハイ ウィールドに建設された。
開業から1950年代後半までは蒸気機関車が多数派であったが、その後、ディーゼル機関車に置き換えられた。
1986年の電化に伴い、複線から単線に変更された。

## 背景
サウス・イースタン鉄道 (SER) は1844年にロンドンからケント州ドーバーまでの本線を完成させ、ロンドン・ブライトン・アンド・サウスコースト鉄道 (LBSC) の路線をレッドヒルで分岐させる形とした。トンブリッジから、1606 年にカリビート泉が発見された、ウェールズのトンブリッジまでの単線支線の建設が1844年7月に開始された。 
1845年4月、SERは支線を複線化することを決定。
ピーター・W・バーロウが建設のエンジニアを担当。 
長さ370 mのトンネルは、タンブリッジを出てから890mのところにある。 このトンネルは、近くの邸宅にちなんで「サマーヒルトンネル」と名付けられた。 サマーヒルトンネルを出てから2.70km進むと、長さ250mの高架橋がある。サウスボロ高架橋は高さ12mで、26個のアーチがある。当時はまだ、ウェールズトンネルがまだ建設中であったため、タンブリッジウェルズに臨時駅が建設された。タンブリッジからは6.58kmであった。後に仮駅は貨物駅となった。
一番列車は、9月19日にタンブリッジに入線。 

## 路線
ヘイスティングス線は、ハイウィールドとヘイスティングスベッドを横切る森林に覆われた鉄道建設が容易でない丘陵地帯を越えて建設されており、トンブリッジとヘイスティングスの間に8つのトンネルの建設が必要であった。 

### トンネル
トンブリッジからヘイスティングスの間には８つのトンネルが存在する。
| 名前               | 長さ  | 路線 | 詳細                                                                                                | 写真                                                                                               |
| ------------------ | ----- | ---- | --------------------------------------------------------------------------------------------------- | -------------------------------------------------------------------------------------------------- |
| サマーヒル         | 375m  | 単線 | サマーヒル トンネルはトンブリッジ駅とハイ ブルームズ駅の間にあり、1986年1月19日に単線に縮小された。 | Photograph showing the south portal of Somerhill Tunnel, with a London-bound train about to enter. |
| ウェルズ           | 753m  | 複線 | ハイブルームズ駅とタンブリッジウェルズ駅の間にある。                                                | Photograph showing the south portal of Wells Tunnel.                                               |
| グローヴヒル       | 262m  | 複線 | グローブ ヒル トンネルは、タンブリッジ ウェルズ駅とフラント駅の間にある。                           | Photograph showing the north portal of Grove Tunnel.                                               |
| ストロベリーヒル   | 262m  | 単線 | タンブリッジ ウェルズ駅とフラント駅の間にあり、 1985年4月21日に単線に縮小された。                   | Photograph showing the north portal of Strawberry Hill tunnel.                                     |
| ワドハースト       | 1102m | 単線 | ワドハースト駅とストーンゲート駅の間にあり、1985年9月8日に単線に縮小された。                        | ald=Photograph showing the north portal of Wadhurst Tunnel                                         |
| マウントフィールド | 481m  | 単線 | ロバーツブリッジ駅とバトル駅の間にあり、1975年3月17日に単線に縮小された。                           | Photograph showing north portal of Mountfield Tunnel.                                              |
| ボーピープ         | 1205m | 複線 | ウェスト セント レナーズ駅とセント レナーズ ウォリアー スクエア駅の間にある。                       | Photograph showing west portal of Bopeep Tunnel.                                                   |
| ヘイスティングス   | 721m  | 複線 | セント レナーズ ウォリアー スクエア駅とヘイスティングス駅の間にある。                               | Photograph showing the west portal of Hastings Tunnel.                                             |

### 駅
タンブリッジ ウェルズからヘイスティングスまでの区間の旧駅舎は、ほとんどがウィリアム・トレスによってデザインされたイタリア風に作られている。
フラント駅、ワドハースト駅、ウィザーレンデン駅、エッチンガム駅、ロバーツブリッジ駅は1851年9月1日に開業した。他の駅については以下を参照

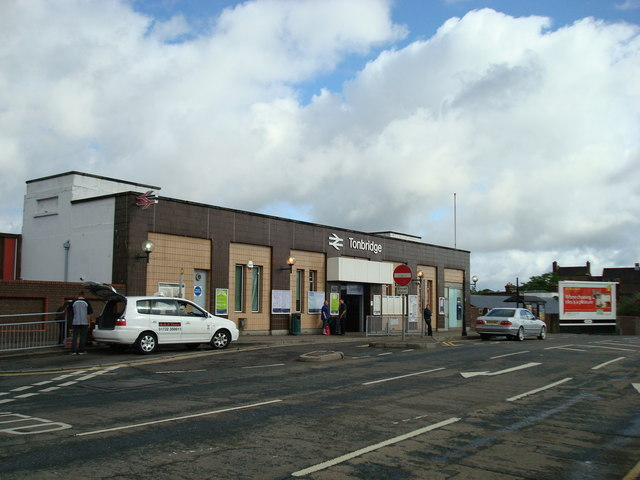
2009年7月の様子

- ターンブリッジ - タンブリッジ駅は1842年5月に開業した。1845年にタンブリッジウェルズへの支線が開業した後、1852年1月にタンブリッジジャンクション、その後 1893 年にトンブリッジ ジャンクションに改名され、1929年7月に現在の名前になった。道路橋の東にあるのに対し、1842年の開業時は駅は西にあった。トンブリッジを出発した列車はタンブリッジ・ウェルズに到着するために逆走する必要があったが、その後、列車が方向転換せずにヘイスティングス線に入線できるようにする新しい路線区間が建設された。
- サウスボロ - 1893年3月1日に開業した。チャタム本線のサウスボロー駅との混同を避けるため、1925年9月21日にハイブルームズに改名された。

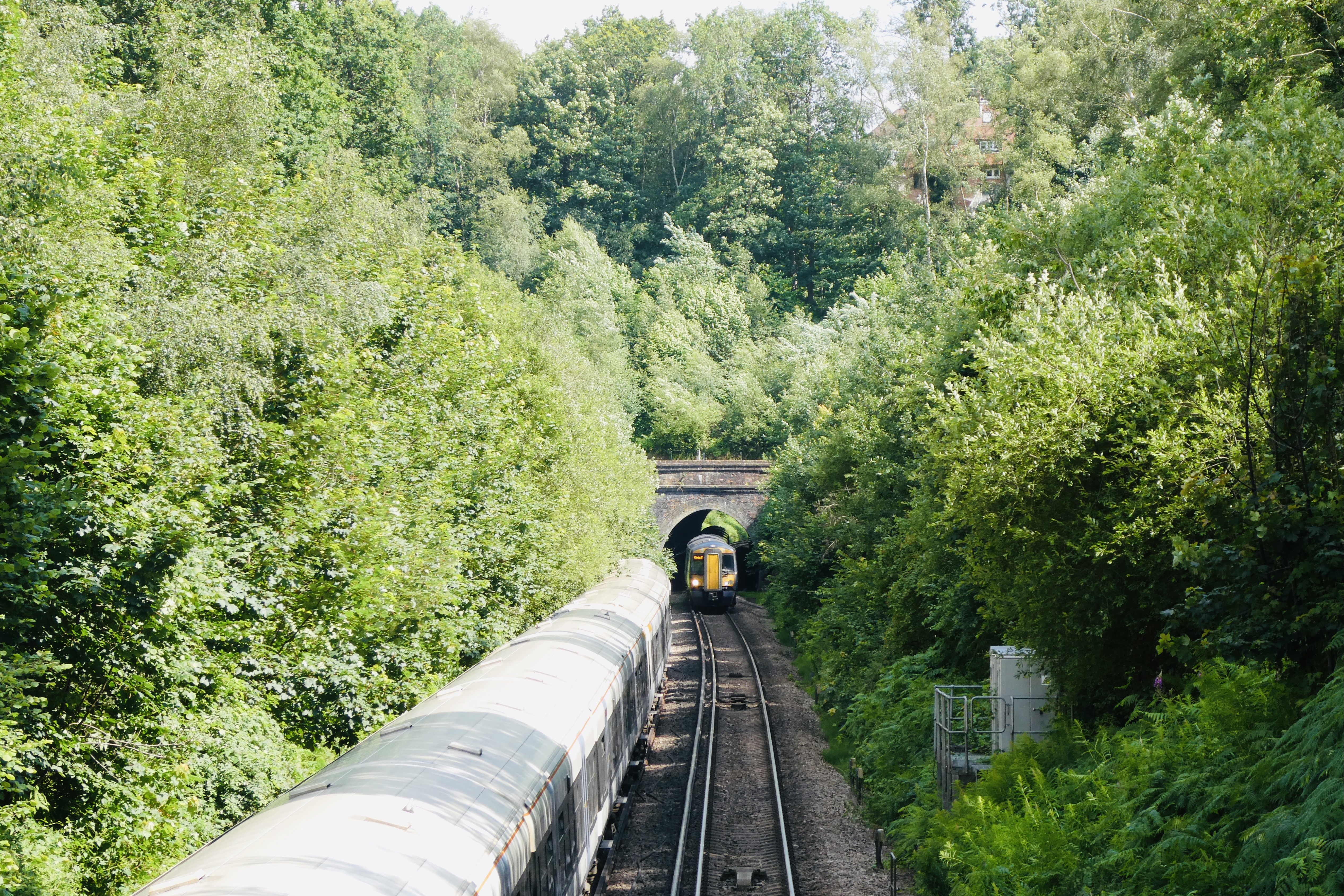
タンブリッジウェルズ駅南側にある単線のストロベリーヒルトンネルの北入口

- トンブリッジウェルズ - 1845年9月19日に開業した。その後、タンブリッジウェルズグッズ駅に、さらにタンブリッジウェルズセントラル グッズ駅に改名された。荷物取り扱い所は1980年に閉鎖され、側線はエンジニア用に残された。
- フラント - チャーリングクロスから59kmのところに位置する。
- ワドハースト - イタリアンスタイルの駅舎を持つ駅の一つである。チャーリングクロスから63.23kmのところに位置する。
- ウィザーレンデン - チャーリングクロス駅から70.53kmのところに位置する。二度改名されており、1851年12月にティスハーストに、1947年6月にストーンゲートになった。
- エッチンガム - チャーリングクロスから76.32kmのところに位置する。
- ロバーツブリッジ - チャーリングクロスから80kmのところに位置する。1900年3月にはロザーヴァレー鉄道との接続駅になり、その年の4月には旅客営業も始まった。
- マウントフィールドハート - 1923年に開業し、1969年10月6日に廃駅となった。チャーリングクロスから86kmのところに位置する。
- バトル - チャーリングクロス駅から90kmのところに1851年に開業した。
- クローハースト - ベックスヒル支線との連絡駅として、1902年に開業。チャーリングクロス駅から92.64kmのところに位置する。
- 西聖レオナルド駅 - 1887年10月に開業。駅舎は木造である。チャーリングクロスから97.75kmのところに位置する。
- セント・レナーズ・ウォリアー・スクエア - ヘイスティングスとLBSCのヘイスティングス&セントレナーズ駅間の開業に伴い、1851年2月13日に開業した。 これにより、ヘイスティングスへのアクセスが向上した。  チャリングクロスから99.28kmのところに位置する。

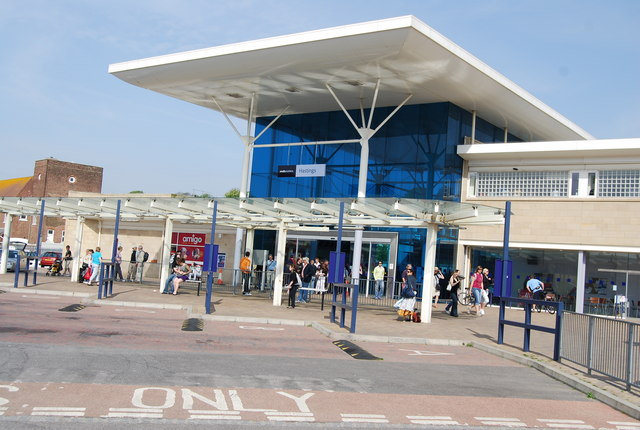
2008年5月の様子

- ヘイスティングス - ヘイスティングス駅はアシュフォードからのSER支線の開業に伴って、1851年2月13日に開業した 。チャーリングクロスから100.44kmのところに位置する。